# Provincia jesuítica del Paraguay

Logo de la Compañía de Jesús.

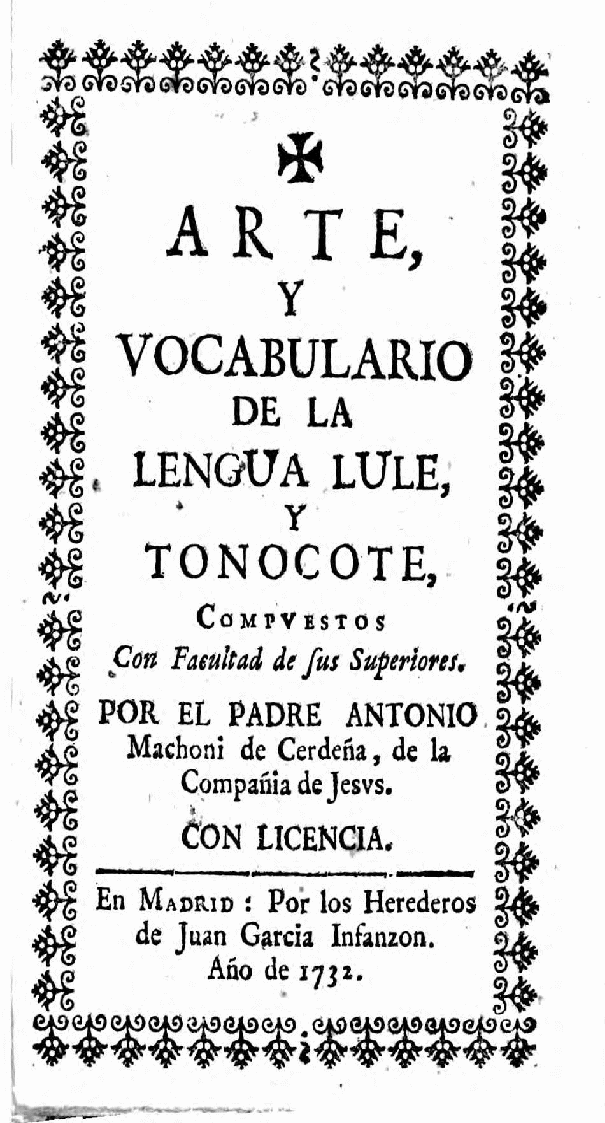
Arte y vocabulario de la lengua lule y toconoté, 1732.

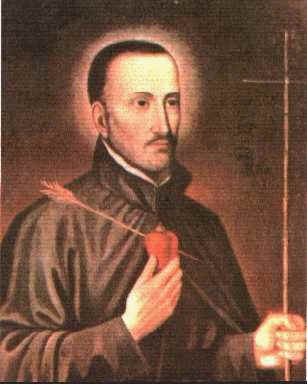
Roque González de Santa Cruz.

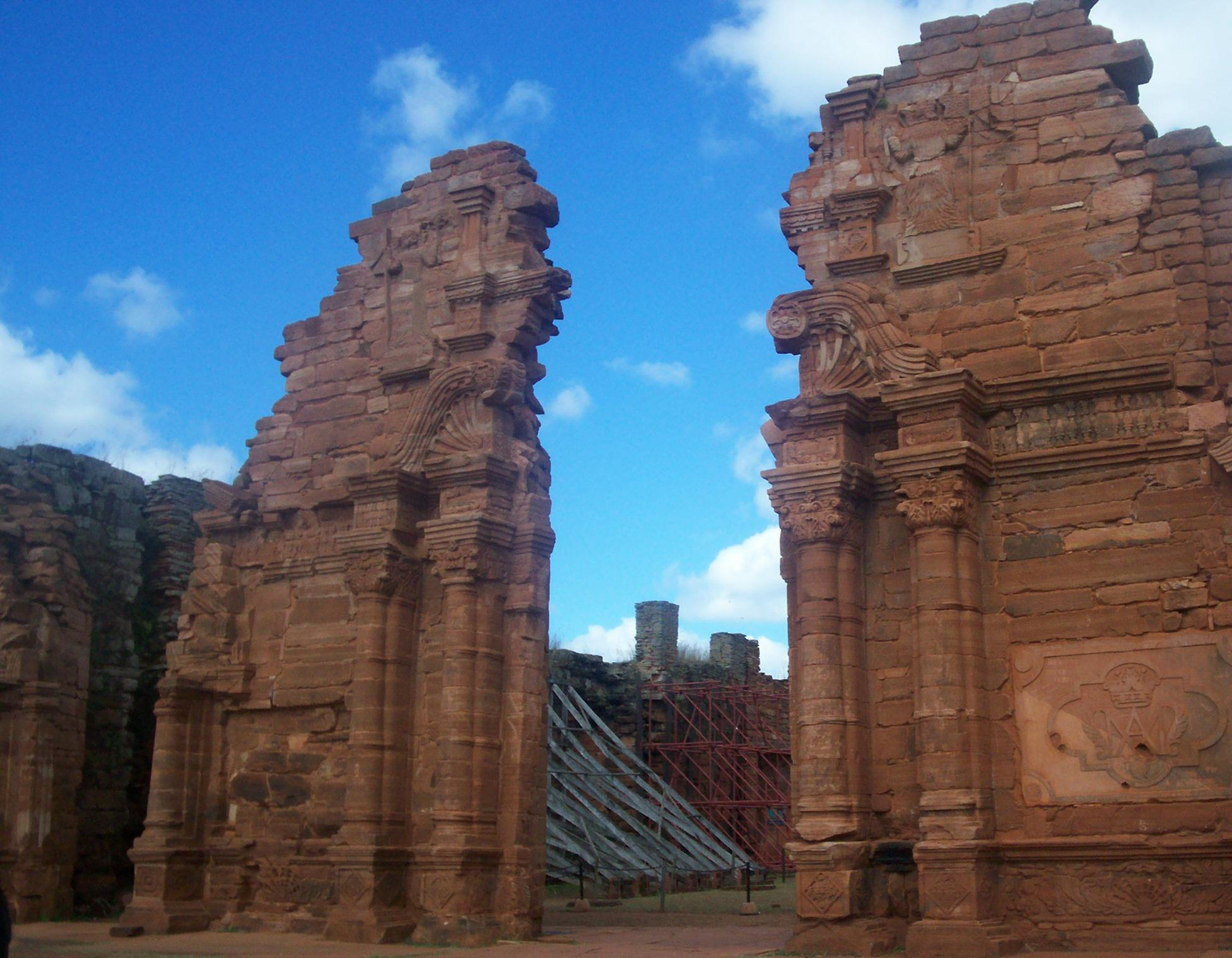
Ruinas jesuíticas de San Ignacio Miní.

La provincia jesuítica del Paraguay   fue una de las provincias de la Compañía de Jesús de la Iglesia católica en Sudamérica entre 1604 y 1768, cuando tuvo lugar la expulsión o extrañamiento de la orden del territorio del Imperio español en la región. La provincia tenía a su frente un superior provincial o padre provincial, cuya sede de curia se encontraba en la Manzana Jesuítica y en las Estancias Jesuíticas de la provincia de Córdoba. La provincia era una unidad administrativa autónoma que hacía parte de la asistencia de España dentro de la orden.
La Compañía de Jesús, funda una provincia con el nombre de Paraguay en 1607, y es al año siguiente -que eclesiásticamente-, el P. Diego de Torres S.J., se traslada a Córdoba para hacerse cargo como primer provincial, de las diócesis del Río de la Plata, de Santiago de Chile, del Tucumán y parte de las de Santa Cruz de la Sierra, Tarija y de La Plata o Charcas.

## Territorio
La provincia jesuítica del Paraguay comprendió territorios dependientes del Virreinato del Perú, los cuales hoy forman parte de Argentina, Bolivia, Brasil, Chile, Paraguay y Uruguay. En 1607 estos territorios conformaban el Corregimiento de Tarija y las gobernaciones de Nueva Andalucía o del Río de la Plata, del Tucumán, de Chile y parte de la de Santa Cruz de la Sierra (Llanos de Chiquitos). A partir de 1617 el Río de la Plata fue dividido entre las nuevas gobernaciones del Paraguay o Guayrá y del Río de la Plata o Buenos Aires. La orden misionó también en los extensos territorios al margen del dominio español del Chaco Gualamba y de la Pampa y Patagonia, así como en los imprecisos límites con el Reino de Portugal. En el Brasil actual la provincia incluía el sureste del Mato Grosso y los estados de Santa Catarina, Paraná y Río Grande del Sur. Desde 1625 su territorio se redujo al separarse de ella Chile, que incluía el corregimiento de Cuyo. 
Eclesiásticamente el territorio inicialmente comprendía las diócesis del Río de la Plata, de Santiago de Chile, del Tucumán y parte de las de Santa Cruz de la Sierra, Tarija y de La Plata o Charcas. Desde el 6 de abril de 1620 la primera fue dividida entre las de Asunción y Buenos Aires, y en 1625 se separó la de Chile.

## Antecedentes
La Compañía de Jesús fue fundada en París el 15 de agosto de 1534 por Ignacio de Loyola y aprobada por el papa Paulo III el 27 de septiembre de 1540. Su primera presencia en territorio americano tuvo lugar en 1549 cuando el padre Manuel da Nóbrega llegó a misionar al Brasil portugués y fue fundada la provincia jesuítica del Brasil. 
El Consejo de Indias solicitó el envío de misioneros a las Indias presentando la petición al general de los jesuitas y fundador de la orden, Ignacio de Loyola, quien se mostró interesado. A pesar de tener conocimientos de las condiciones espirituales de los pobladores de esta región y aún de sus necesidades, Loyola consideró que su compañía todavía no reunía las cualidades para semejante proyecto. Solo después de su muerte los jesuitas llegaron a las Indias españolas en América enviados por el superior general de la orden Francisco de Borja a la Florida española en 1565 en una efímera misión. En 1 de marzo de 1566 el rey de España le solicitó a Borja el envío de misioneros a las Indias, por lo que este en 1567 envió la primera misión al Perú. El 1 de abril de 1568 arribaron a Lima 7 jesuitas españoles que fundaron un colegio, estableciendo la provincia jesuítica del Perú con Jerónimo Ruiz del Portillo como superior provincial.
El primer obispo del Tucumán, Francisco de Victoria, solicitó en 1584 al provincial jesuita del Perú, Juan de Atienza, el envío de misioneros a la gobernación del Tucumán. El 26 de noviembre de 1585 los sacerdotes jesuitas Francisco Angulo y Alonso de Bárcena y el hermano Juan de Villegas arribaron a Santiago del Estero procedentes de la misión de Juli ubicada entre los aimaras al sur del lago Titicaca. Al año siguiente fundaron la primera casa jesuita en Santiago del Estero y misionaron en los valles Calchaquíes, el Gran Chaco y en el Paraguay, en donde se unieron a un grupo de jesuitas procedentes del Brasil solicitados por el obispo de Asunción fray Alonso Guerra al superior provincial José de Anchieta en 1587 y llegados el 11 de agosto de 1588. Por entonces Portugal estaba bajo unión dinástica con la Monarquía Hispánica desde 1580 (y hasta 1640). Estos misioneros eran Manuel Ortega, Tomás Fields y Juan Saloni -quien era el rector del grupo-, todos conocedores del idioma tupí, relacionado con el idioma guaraní. Los dos primeros se dirigieron a explorar el Guayrá y luego se establecieron en Villa Rica del Espíritu Santo. 
El general de la Compañía, Claudio Acquaviva, dispuso en 1587 que las nuevas misiones jesuitas del Paraguay dependiesen de la provincia jesuítica del Perú, separando las misiones de la provincia del Brasil. Desde el Tucumán fueron enviados Alonso de Bárcena, Marcelo Lorenzana y Juan Aguilar, que llegaron al Paraguay en 1593. Juan Romero fue el primer superior de las misiones jesuíticas del Paraguay dependientes del Perú. Lorenzana y Saloni exploraron el Guayrá. El provincial jesuita de Perú, Esteban Páez ordenó el abandono de la misión y los sacerdotes se dirigieron al Tucumán, permaneciendo solo en Asunción el anciano Tomás Fields. La presencia jesuita en Chile comenzó con el arribo a Santiago de Chile el 12 de abril de 1593 de una misión procedente del Perú.
Acquaviva decidió que los misioneros de la provincia del Perú se establecieran en misiones estables, en vez de las volantes, y propuso la división de la provincia en dos provincias. Luego de acordar en Lima que se separaran de la provincia del Perú dos viceprovincias, una en el Nuevo Reino de Granada, incluyendo a Quito, y la otra al sur con sede en Santa Cruz de la Sierra, el padre Diego de Torres Bello negoció en Roma y España para llevar adelante el proyecto. Sin embargo, Acquaviva no abandonó su idea original y decidió crear una provincia en el sur del virreinato del Perú:

(...) y así, después de haberlo encomendado a Nuestro Señor y ofrecido a esta intención muchas misas, hemos determinado que del Tucumán y del Paraguay se haga una provincia distinta e independiente de la del Perú.
Carta a Torres, con fecha 9 de febrero de 1604

Al retornar Torres a Lima en 1603 el provincial del Perú no cumplió la decisión de Acquaviva y llevó adelante la creación de las dos viceprovincias propuestas: la del Nuevo Reino de Granada a cargo de Diego de Torres, y la de Santa Cruz de la Sierra (o de la Sierra) a cargo de Diego Álvarez de Paz. Consultado Acquaviva, desaprobó lo realizado y ordenó la creación de la provincia del Paraguay.

La razón potísima que de ahí escriben V.R. y otros, que no se ejecutó por falta de gente, bien ve V.R. cuan poca fuerza tiene, pues es muy diferente el haberse de cumplir una orden que de acá enviamos y el dejarlo de ejecutar, por no poderse hacer con muchos sujetos, pudiéndose haber hecho con poco lo que era más conforme a lo que escribimos.
Carta a al provincial del Perú, con fecha 9 de febrero de 1604

## Creación de la provincia del Paraguay
El 9 de febrero de 1604 Claudio Acquaviva escribió cartas al provincial del Perú y a Torres: 

Creo que V.R. habrá sentido que se le impidiese la ida al Paraguay ... Como atendemos que la necesidad del Paraguay es muy grande y deseamos que asienten allá los jesuitas y que, desde luego, se dé principio a aquella provincia con los que allá están, con los seis que habemos escrito vayan del Brasil y con otros sujetos que se avisa al Provincial del Perú que tenga aparejados en Lima para cuando V.R. vaya allá, nos parece que en recibiendo ésta parta V.R. para Lima o para donde estuviere el Provincial y se vea con él, y después de haber tomado los sujetos que le fueren señalados, se parta, con la bendición del Señor, a su provincia del Paraguay, y lleve por su compañero al P. Luis de Valdivia.
Carta a Torres, con fecha 9 de febrero de 1604

En 1605 Marcelo Lorenzana y José Cataldino llegaron a Asunción. El primer provincial designado, el padre Diego de Torres llegó a Córdoba en 1608 con trece misioneros. Los padres Simón Mazeta, Francisco de San Martín y Antonio Jordán fueron enviados a Asunción. En 1625 se redujo la provincia al crearse la viceprovincia jesuítica de Chile dependiente del Perú, con jurisdicción en Cuyo y en Chiloé -desde donde partió la Misión del Nahuel Huapi- transformada en provincia jesuítica de Chile en 1683.
Felipe III dispuso en dos reales cédulas de 1625 y 1626, agregar a la gobernación del Río de la Plata los territorios de las misiones jesuíticas del Paraná y del Paraguay.
Los jesuitas fueron dirigidos a zonas más alejadas de Asunción, una real cédula del 16 de marzo de 1608 ordenó al gobernador del Paraguay, Hernando Arias de Saavedra, (Hernandarias), que los jesuitas se dirigieran al Paraná, al Guayrá y a la región de los guaicurúes en donde los indígenas quedarían eximidos del servicio de la encomienda. 
En 1690 fue fundado el colegio de Tarija y en 1691 se inició la misión de Chiquitos.

## Expulsión de los jesuitas y supresión de la provincia
Luego de la rebelión guaraní de 1756-1757, la provincia desapareció en 1768, al ejecutar el gobernador de Buenos Aires Francisco de Bucarelli la expulsión ordenada por Carlos III en la Pragmática Sanción del 27 de febrero de 1767. En ese año fueron expulsados los misioneros de las ciudades de Buenos Aires, Montevideo, Santa Fe, Corrientes, Asunción, Córdoba, Catamarca, Salta, La Rioja, Tarija, Santiago del Estero, San Miguel de Tucumán, y las estancias cercanas a ellas, así como los de las misiones de Chiquitos y del Chaco. Bucarelli junto a los capitanes de infantería Francisco Pérez de Saravia, Juan Francisco de la Riva Herrera, Francisco Bruno de Zabala y Nicolás de Elorduy organizaron una expedición militar para expulsar a los jesuitas de las misiones guaraníes remontando el río Uruguay con 1500 soldados restaurando el fuerte de San Antonio del Salto Chico. El 5 de agosto de 1768 los sacerdotes jesuitas concentrados y detenidos en el fuerte fueron remitidos por barco a Buenos Aires y luego embarcados hacia España. 
En total en 1767 la provincia contaba con 457 jesuitas (295 españoles, 81 rioplatenses, 53 alemanes, 17 italianos, 4 ingleses, 2 peruanos, 2 portugueses, 1 griego, 1 francés, 1 belga). Al momento de la expulsión existían 30 reducciones en las misiones del Paraná, Uruguay y Tapé, 15 en el Gran Chaco y 10 en Chiquitos. En Córdoba se hallaba el noviciado, la residencia del provincial, el Colegio Máximo de Filosofía y Teología y el Colegio internado de Monserrat. Los otros 10 colegios existentes eran entonces los de: Buenos Aires (San Ignacio o Colegio Grande y Nuestra Señora de Belén), Santa Fe, Corrientes, La Rioja, Salta, San Miguel de Tucumán, Santiago del Estero, Asunción y Tarija. Existían residencias en Catamarca y en Montevideo y numerosas estancias.

## Padres provinciales
Sus provinciales, formalmente subordinados a los gobernadores designados por el rey de España, pero en la práctica muchas veces enfrentados con ellos, fueron:
| 1607-1615 | Diego de Torres Bello                       |
| 1615-1624 | Pedro de Oñate                              |
| 1624-1628 | Nicolás Mastrilli Durán                     |
| 1628-1634 | Francisco Vásquez Trujillo                  |
| 1634-1641 | Diego de Boroa                              |
| 1641-1646 | Francisco Lupercio de Zurbano               |
| 1646-1651 | Juan Bautista Ferrufino                     |
| 1651-1655 | Juan Pastor                                 |
| 1655-1658 | Francisco Vásquez de la Mota                |
| 1658-1664 | Simón de Ojeda                              |
| 1664-1666 | Francisco Jiménez                           |
| 1666-1669 | Andrés de Rada                              |
| 1669-1672 | Agustín de Aragón                           |
| 1672-1677 | Cristóbal de Gómez                          |
| 1677-1681 | Diego de Altamirano                         |
| 1681-1684 | Tomás de Baeza                              |
| 1684-1689 | Tomás Dombidas                              |
| 1689-1692 | Gregorio Orozco                             |
| 1692-1695 | Lauro Núñez                                 |
| 1695-1698 | Simón de León                               |
| 1698-1702 | Ignacio Frías                               |
| 1702-1706 | Lauro Núñez (nuevamente)                    |
| 1706-1709 | Blas de Silva                               |
| 1709-1713 | Antonio Garriga                             |
| 1713-1717 | Luis de la Roca                             |
| 1717-1719 | Juan Bautista de Zea                        |
| 1719-1722 | José Aguirre                                |
| 1722-1726 | Luis de la Roca (nuevamente)                |
| 1726-1729 | Ignacio de Arteaga                          |
| 1729-1733 | Jerónimo Herrán                             |
| 1733-1739 | Jaime de Aguilar                            |
| 1739-1743 | Antonio Machoni                             |
| 1743-1747 | Bernardo Nusdorffer (o Bernard Neusdorffer) |
| 1747-1751 | Manuel Querini (o Emanuelle Cherini)        |
| 1751-1757 | José Barreda                                |
| 1751-1761 | Alonso Fernández                            |
| 1761-1766 | Pedro Juan Andreu                           |
| 1766-1768 | Manuel Vergara                              |